# Институт „Мизес“
Институтът „Мизес“ (на английски: Mises Institute) е мозъчен тръст със седалище в Обърн, Съединените щати.
Основан е през 1982 година от Мъри Ротбард, Лю Рокуел и Бъртън Блумърт в резултат на голямото разделение сред американските последователи на Австрийската школа, при което Ротбард и последователите му се отделят от Института „Катон“, обвинявайки опонентите си, че са се отказали от концепцията на Лудвиг фон Мизес за дедуктивно дефиниране на икономическата наука за сметка на емпиризма. Днес институтът е организация с нестопанска цел, насочена към популяризиране и доразвиване на интелектуалното наследство на Лудвиг фон Мизес и Мъри Ротбард.